# Saint-Georges-d'Aunay
Saint-Georges-d'Aunay è una località e un comune francese soppresso di 720 abitanti situato nel dipartimento del Calvados nella regione della Normandia. Dal 1º gennaio 2016 si è fuso assieme a Coulvain nel nuovo comune di Seulline di cui è divenuto comune delegato.

## Società

### Evoluzione demografica
Abitanti censiti